# 邦泰
8°25′N 1°53′E / 8.417°N 1.883°E

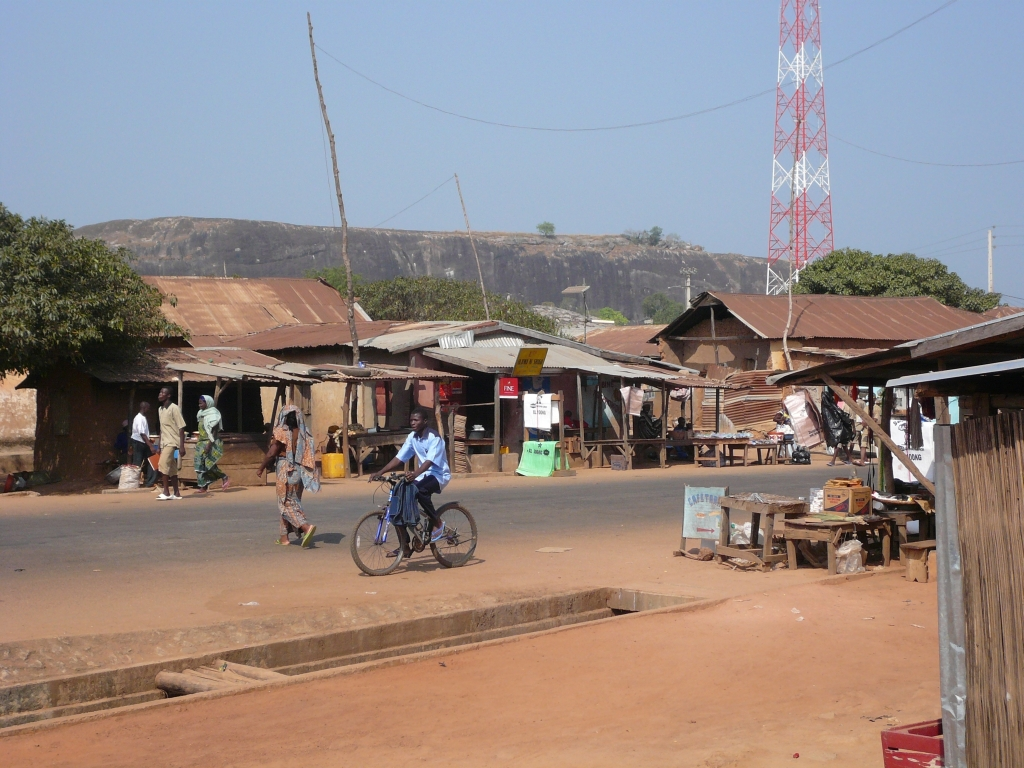
邦泰

邦泰（法語：Bantè）是貝寧的城鎮，位於該國中南部，由丘陵省負責管轄，面積2,695平方公里，海拔高度275米，2013年該城鎮人口106,945，人口密度每平方公里40人。